# Bretońska Unia Regionalistyczna

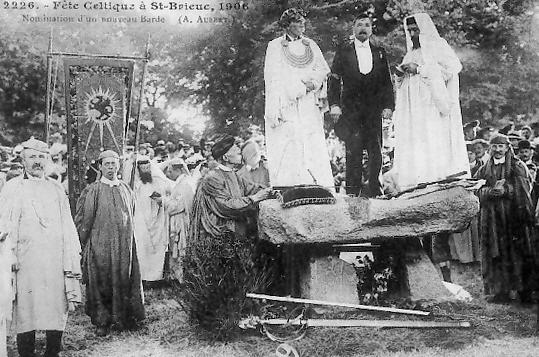
Gorsedd Bretoński w 1906 r.

Bretońska Unia Regionalistyczna (br. Kevredigezh Broadel Breizh, fr. Union Régionaliste Bretonne, URB) – bretońska organizacja polityczno-kulturalna o charakterze separatystycznym działająca we Francji w I poł. XX wieku.
Bretońska Unia Regionalistyczna została utworzona 16 sierpnia 1898 r. w miejscowości Morlaix. Na jej czele stanął pisarz Anatole Le Braz i markiz Estourbeillon. Funkcję sekretarza objął François Taldir-Jaffrenou.
Organizacja dzieliła się na sekcje. Najważniejszej sekcji literatury i języka bretońskiego przewodniczył językoznawca François Vallée. Innymi ważnymi działaczami byli m.in. Louis Tiercelin i Charles Goffic. Do popierających działalność URB należeli deputowany Albert de Mun, poeta i krytyk Jean Fustec, kompozytor Louis-Albert Bourgault-Ducoudray, czy śpiewak Rene de Kerviler. Unia miała odnowić i pielęgnować bretońską kulturę oraz wspierać regionalną odmienność Bretanii.
Grupowała przedstawicieli burżuazji i arystokracji o poglądach konserwatywnych. Socjalizm był uważany za głównego wroga.
Szybko wytworzyły się w niej 2 grupy: radykalna i bardziej umiarkowana, z rosnącą przewagą tej drugiej. Z inicjatywy umiarkowanych działaczy w 1899 r. doszło do utworzenia Stowarzyszenia Des Blues De Bretagne. Z kolei 31 sierpnia 1900 r. w Guingamp pod patronatem Unii powołano do życia organizację Gorsedd Bretoński, która nawiązywała do tradycji bretońskich bardów.
Od 1902 r. był wydawany biuletyn URB redagowany przez markiza Estourbillon (z przerwą w okresie I wojny światowej, kiedy większość działaczy została zmobilizowana do armii). Na kongresie w miejscowości Lesneven w 1903 r. zaakceptowano jako hymn narodowy Bretanii pieśń Bro Gozh ma Zadoù. W 1912 r. część członków opuściła Unię, tworząc Bretońską Federację Regionalistyczną.
W okresie międzywojennym działaczem URB został pisarz Alphonse de Châteaubriant. W okresie II wojny światowej część działaczy organizacji związała się z bretońską sekcją (Sao Breiz) gaullistowskiej konspiracji zbrojnej reprezentowanej przez Francuskie Siły Wewnętrzne (FFI). Działalność Union Régionaliste Bretonne zakończyła się w 1945 r.